# MultiAir

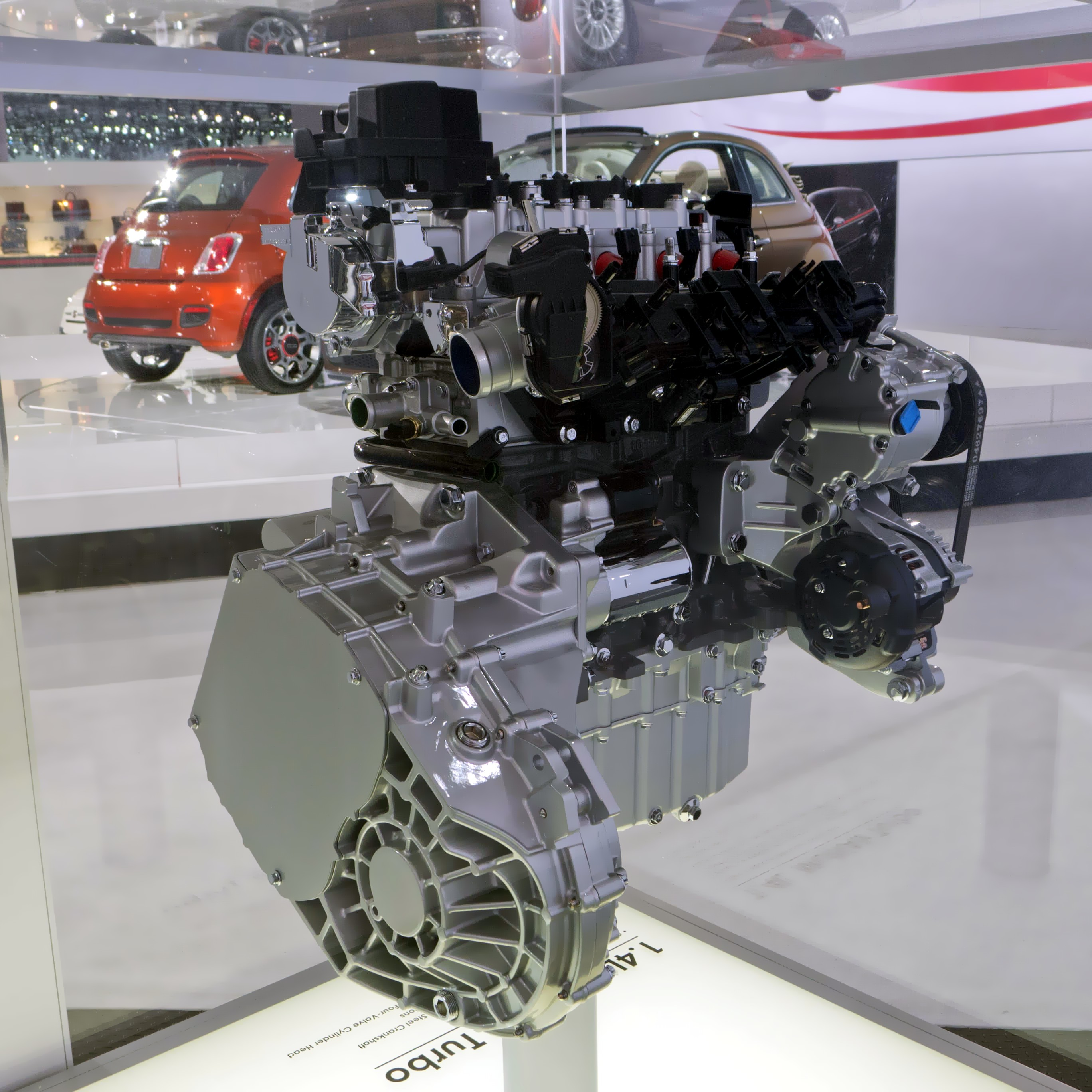
moteur à explosion italien servant à fabriquer des voitures.

Le système MultiAir est une technique de contrôle électro-hydraulique des soupapes d'admission d'un moteur à explosion. Il permet de contrôler le débit d'air en se passant de papillon des gaz.

## Invention
Il a été inventé et breveté par Fiat Powertrain Technologies et Magneti-Marelli en 2002 et est produit à Termoli en Italie à l'usine Fiat Powertrain Technologies.

## Avantages
Ce système de distribution à levée variable permet de gagner environ 10 % de puissance et de rendement avec une augmentation du couple de 15 %, tout en abaissant la consommation et les émissions de CO2 de 10 à 25 % — 25 % dans le cas d'un moteur turbocompressé — et de diminuer les rejets de NOx, les plus nocifs pour l'environnement, de 60 %.

## Utilisation
La première voiture à bénéficier de ce système est l'Alfa Romeo MiTo avec le moteur 1.4L de cylindrée développant d'abord 135 chevaux pour ensuite se décliner en plusieurs paliers de puissances via des cartographies différentes et en y ajoutant la technologie turbocompressée. Les puissances s'étalent de 105 chevaux pour la version atmosphérique pour grimper de 135 à 170 chevaux. Par la suite, cette technologie sera adoptée sur le tout nouveau moteur Twin air bicylindre de 875 cm3 de 85 ch apparu en 2011 sur la Fiat 500, pour se glisser par la suite sous les capots de l'Alfa Romeo Mito, Fiat Punto EVO la Fiat Panda et la Lancia Ypsilon, la puissance s'étale de 60 chevaux pour la version Atmosphérique jusqu'à 105 ch. Depuis 2010, la Fiat Punto Evo est équipée d'un moteur Multi Air pour ses versions 1 400 cm3 et en 2012, elles bénéficieront de cette technologie sur les versions 105 et 135 ch.
En 2010 Également l'Alfa Romeo Giulietta recevra le 1.4 Multi air qui développera la puissance de 150 et 170 chevaux.
Enfin en 2016 la Fiat 124 Spider de seconde génération (2016) bénéficiait du moteur 1.4L Multi air en version turbocompressée développant de 140 ch à 170ch en version Abarth.
Cette technologie est maintenant utilisée sur tous les moteurs du groupe Fiat ainsi que sur les moteurs de sa filiale américaine Chrysler. On le retrouve sur la gamme Tigershark équipant les modèles Dodge Dart et Chrysler 200 à savoir principalement le moteur 2.4L atmosphérique.

L'évolution de la Technologie Multi air appelée aujourd'hui "Multi air 2" se retrouvera sur les nouveaux moteurs Turbocompressés de 2.0L, notamment sur l'Alfa Romeo Giulia depuis 2016 ainsi que sur plusieurs véhicules modernes du groupe FCA (Aujourd'hui Stellantis) depuis 2015.

## Récompense
Le moteur 1,4 L Multiair a été élu moteur de l'année en 2010.